# Stefan Bartmann
Stefan Bartmann (* 26. November 1950 in Berlin) ist ein deutscher Regisseur.

## Leben
Stefan Bartmann wuchs in Berlin als ältester Sohn des Labormediziners Karl Bartmann und seiner Frau Gisela, geb. Zunkel, auf. Er studierte zunächst Soziologie mit dem Abschluss Diplom und bildete sich dann als Filmregisseur aus. Seit den 80er Jahren arbeitet er insbesondere für das Fernsehen und führt Regie bei der Produktion zahlreicher Folgen bekannter Serien.
Stefan Bartmann lebt heute in Irland.

## Filme
- Das Traumschiff: Rio de Janeiro (1. Januar 2008), Indian Summer (1. Januar 2010), Puerto Rico (1. Januar 2013), Perth (1. Januar 2014), Cook Islands (1. Januar 2016), Palau (26. Dezember 2016), Kuba (1. Januar 2017), Los Angeles (1. Januar 2018), Japan (1. Januar 2019)
- Rosamunde Pilcher: Rosen im Sturm (14. Februar 1999), Wiedersehen am Fluss (4. Februar 2007), Herzenssehnsucht (14. Januar 2009), Liebe gegen den Rest der Welt (16. September 2009), Lass es Liebe sein (29. November 2009), Wenn das Herz zerbricht (10. Oktober 2010), Herzensfragen (2. Januar 2011), Verlobt, verliebt, verwirrt (7. September 2011), Der gestohlene Sommer (28. September 2011), In der Mitte eines Lebens (10. Oktober 2012), Eine Frage der Ehre (13. Januar 2013), Zu hoch geflogen (22. Dezember 2013), Wenn Fische lächeln (19. November 2017), Morgens stürmisch, abends Liebe (6. Januar 2019), Falsches Leben, wahre Liebe (1. März 2020), Stadt, Land, Kuss (16. Januar 2021).
- Kreuzfahrt ins Glück: Hochzeitsreise nach Kroatien (26. Dezember 2011), Hochzeitsreise nach Dubai (26. Dezember 2014), Hochzeitsreise an die Loire (1. Januar 2016)
- Adelheid und ihre Mörder (26 Folgen) Mord in der Manege (17. Oktober 2000), Blütenzauber (31. Oktober 2000), Urlaub vom Tod (7. November 2000), Rundum sorglos e. V. (28. November 2000), Tod in h-Moll (5. Dezember 2000), Glas in Gelee (12. Dezember 2000), Der Ruf des Blutes (19. Dezember 2000), Ein Ständchen für Heimeran (9. Januar 2001), Millionenpuzzle (23. September 2003), Der Schwarze Bube (30. September 2003), Ein Vogel namens Otto (7. Oktober 2003), Botschaft aus dem Grab (14. Oktober 2003), Lange Finger (18. November 2003), Ende einer Karriere (25. November 2003), Zu tot um schön zu sein (2. Dezember 2003), Haie und kleine Mieter (9. Dezember 2003), Mord in bester Gesellschaft (16. Dezember 2003), Mord auf Rezept (25. Oktober 2005), Leichenwagen (1. November 2005), Heiße Ware (8. November 2005), Sieben auf einen Streich (15. November 2005), Berufsrisiko (8. Mai 2007), Mord auf höchster Ebene (15. Mai 2007), Lebendige Leichen gibt es nicht (22. Mai 2007), Tot in 17 Zügen (29. Mai 2007), Mord à la mode (5. Juni 2007)
- Im Tal der wilden Rosen (2 Folgen) Liebe im Schatten des Zweifels (1. Januar 2007), Gipfel der Liebe (1. Januar 2007)
- Wiedersehen am Shannon (2006)
- Jenseits des Ozeans (2006)
- Ums Paradies betrogen (TV-Film in 2 Teilen) (17. April 2005)
- Der Ferienarzt (1 Folge) ...auf Capri (13. Februar 2005)
- Familie Dr. Kleist (4 Folgen): Im Alleingang (15. Juni 2004), Tage voller Sorgen (22. Juni 2004), Verbotene Liebe (29. Juni 2004), Alles wird gut (13. Juli 2004),
- Eva – ganz mein Fall (2002) (6 Folgen)
- Friedemann Brix – Eine Schwäche für Mord (2 Folgen) Tödliche Aura (2. Januar 1997), Julias Flucht (9. Januar 1997),
- Kommissar Schimpanski (6 Folgen): Sesam öffne dich (1. Januar 1997), Stumme Zeugin (6. Mai 1997), Die Babydiebin (13. Mai 1997), Tod in der Silbermine (20. Mai 1997), Wilde Tiere (20. Mai 1997), Ein Bonbon für den Mörder (27. Mai 1997),
- Verschollen in Thailand (10 Folgen) (März 1997)
- Die Geliebte (1 Folge): Letztes Rosenrot (31. Dezember 1996)
- Zwei alte Hasen (1994) TV-Serie
- Immenhof (1994) TV-Serie
- Auto Fritze (1993) (26 Folgen)
- Tücken des Alltags (1 Folge): Der Lebensretter (1992)
- Glückliche Reise (1992)
- Projekt Aphrodite (1990)
- Rivalen der Rennbahn (11 Folgen) Gewinner und Verlierer (30. März 1989), Das Attentat (1. April 1989), Partner (8. April 1989), Verdacht (15. April 1989), Die Untersuchung (22. April 1989), Gewitterwolken (29. April 1989), Die Doppelgängerin (6. Mai 1989), Gefährliches Spiel (13. Mai 1989), Das Zukunftsrennen (20. Mai 1989), Am seidenen Faden (27. Mai 1989), Zerreißprobe (3. Juni 1989),
- Forstinspektor Buchholz (1989) TV-Serie
- Diplomaten küßt man nicht (1987) TV-Serie
- Werbung macht's möglich (1984) (TV-Serie, WDR Schulfernsehen)

## Schriften
- Elly Beinhorn – der Film, in: Flugzeug Classic Nr. 3, München 2014, ISSN= 1617-0725, S. 70–73